# Emily Orwaru
Emily Orwaru (sinh năm 1988) là kỹ sư hàng không người Kenya, kỹ sư lập kế hoạch hàng không, tại Kenya Airways, hãng hàng không quốc gia.

## Bối cảnh và giáo dục
Cô sinh ra ở Nyamira ở huyện Nyamira, cách khoảng 305 kilômét (190 mi), bằng đường bộ, phía tây của Nairobi, thủ đô và thành phố lớn nhất Kenya.
Khi lên chín, cô bị một cơn viêm amidan, khiến cô bị điếc ở tai phải. Sau đó, cô được chẩn đoán mắc bệnh keratoconus, một bệnh về mắt được đặc trưng bởi sự mỏng của giác mạc ở cả hai mắt. Cô ấy phải đeo kính áp tròng cứng để chữa bệnh. Sau khi theo học các trường tiểu học và trung học ở Kenya, cô được hưởng lợi từ một học bổng của chính phủ Nga, để theo học Đại học Hàng không vũ trụ Samara, ở Samara, Nga. Ở trường đại học, cô học ngành kỹ sư hàng không vũ trụ, tốt nghiệp với bằng Cử nhân Kỹ thuật (BEng), năm 2009.

## Sự nghiệp
Vào năm 2014, Orwaru được chẩn đoán mắc bệnh ung thư vú di căn, mà cô phải trải qua hóa trị liệu và xạ trị. Vào tháng 6 năm 2014, cô được thuê làm kỹ sư bảo dưỡng máy bay tại Kenya Airways, làm việc trong sáu tháng đó cho đến tháng 12 năm 2014. Sau đó, cô được thăng chức vị trí hiện tại là Kỹ sư lập kế hoạch hàng không.

## Các thành tựu và hoạt động khác
Vào tháng 10 năm 2017, Emily Orwaru được tạp chí National Media Group công bố là "Top 40 phụ nữ dưới 40 ở Kenya năm 2017" của Business Daily Africa, một tờ báo kinh doanh hàng ngày bằng tiếng Anh. Cô tham gia vào một nhóm phát triển kinh tế dựa vào cộng đồng ở Nyamira, ngôi làng quê hương của cô. Cô cũng là một thành viên của một nhóm hỗ trợ ung thư gọi là "Chăm sóc ung thư Faraja".